# Villa de Lorraine
La villa de Lorraine est une voie du 19e arrondissement de Paris, en France.

## Situation et accès
La villa de Lorraine est une voie publique située dans le 19e arrondissement de Paris. Elle débute au 22, rue de la Liberté et se termine en impasse.

## Origine du nom
Elle porte le nom de la province française, la Lorraine.

## Historique
Cette voie ouverte sous sa dénomination actuelle en 1926 est classée dans la voirie parisienne par un arrêté municipal du 18 juin 1992.